# エム・バイホルド
エミリー・マヒン・バイホルド（英語: Emily Mahin Beihold、1999年1月21日 - ）は、エム・バイホルド（英語: Em Beihold）の名で知られるアメリカのシンガーソングライター。
2017年にEP『Infrared』でデビュー。2020年にリリースしたシングル「City of Angels」と2021年にリリースしたシングル「Groundhog Day」がTikTokで注目を集めた。2022年にメジャーデビューシングルとしてリリースした楽曲「Numb Little Bug」がSpotifyのグローバル・バイラル・チャートで1位を獲得し、Billboard Hot 100で最高54位をマークするなど大ヒットを記録した。また、同年にリリースしたスティーブン・サンチェスとの楽曲「Until I Found You」は、YouTube上で1億回再生を突破するなど話題を呼んだ。同年、2nd EP『Egg in the Backseat』をリリース。

## 作品

### EP
| 題名                | 詳細                                                                                                  |
| ------------------- | --- |
| Infrared            | - リリース：2017年5月11日 - レーベル：エム・バイホルド - 規格：ダウンロード、ストリーミング           |
| Egg in the Backseat | - リリース：2022年7月22日 - レーベル：リパブリック・レコード - 規格：ダウンロード、ストリーミング、LP |